# 9e régiment de tirailleurs de la Garde impériale

Le 9e tirailleurs de la garde est un régiment français des guerres napoléoniennes. Il fait partie de la Jeune Garde.

## Historique du régiment
- 1813 - Créé et nommé 9e régiment de tirailleurs de la Garde impériale
- 1814 - Dissout.

## Chef de corps
- 1813 : Edmé Lepaige-Dorsenne
- 1813 : Étienne Alexandre Bardin

## Batailles
Ce sont les batailles principales où fut engagé très activement le régiment. Il participa évidemment à plusieurs autres batailles, surtout en 1814.
- 1813 : Campagne d'Allemagne
  - Dresde,
  - 16-19 octobre : Bataille de Leipzig
- 1814 : Campagne de France (1814)
  - Anvers,
  - Bataille de Troyes,
  - Bataille de Courtrai
  - Paris.
- 1815 : 
  - Waterloo.